# Rose Gottemoeller
Rose Eilene Gottemoeller (Columbus, Ohio, 24 de marzo de 1953) es una diplomática estadounidense especializada en temas relacionados con defensa, seguridad internacional y relaciones con Rusia. Entre 2016 y 2019 fue vicesecretaria general de la OTAN. Anteriormente había sido subsecretaria de Estado para el Control de Armas y Seguridad Internacional en el Departamento de Estado de los Estados Unidos. 

## Trayectoria
Gottemoeller estudió en la Universidad de Georgetown y en la Universidad George Washington. Habla ruso con fluidez.

### Carrera en el Departamento de Estado de los Estados Unidos
Con Hillary Clinton al frente del Departamento de Estado de los Estados Unidos participó en las negociaciones del tratado START III con Rusia para la reducción de arsenales nucleares.
Cuando fue nombrada trabajaba como subsecretaria general de la administración Obama para el Control de Armas y Seguridad Internacional con John Kerry.

### Vicesecretaria general de la OTAN
Gottemoeller fue vicesecretaria general de la Organización del Tratado del Atlántico Norte entre el 17 de octubre de 2016 y el 16 de octubre de 2019 con el secretario general Jens Stoltenberg. Fue la primera mujer en acceder al cargo. Ayudó a orientar la política de la OTAN con Rusia, se encargó del traslado de la Organización a la nueva sede y coordinó los esfuerzos de la Alianza en la lucha contra el terrorismo.